# Ferrandia arabica
Espèce
Ferrandia arabica est une espèce de solifuges de la famille des Solpugidae.

## Distribution
Cette espèce est endémique d'Arabie saoudite. Elle se rencontre vers Hadda.

## Étymologie
Son nom d'espèce lui a été donné en référence au lieu de sa découverte, l'Arabie.

## Publication originale
- Lawrence, 1954 : Some Solifugae in the collection of the British Museum (Natural History). Proceedings of the Zoological Society of London, vol. 124, no 1, p. 111-124.